# Radawnica (gmina)
Radawnica – dawna gmina wiejska istniejąca w latach 1945–54 i 1973–76 w woj. pomorskim, szczecińskim, koszalińskim i pilskim (dzisiejsze woj. wielkopolskie). Siedzibą władz gminy była Radawnica.
Gmina Radawnica powstała po II wojnie światowej (1945) na terenie tzw. Ziem Odzyskanych (tzw. III okręg administracyjny – Pomorze Zachodnie). 25 września 1945 gmina – jako jednostka administracyjna powiatu złotowskiego – została powierzona administracji wojewody pomorskiego, po czym z dniem 28 czerwca 1946 została przyłączona do woj. szczecińskiego. 6 lipca 1950 gmina wraz z całym powiatem złotowskim weszła w skład nowo utworzonego woj. koszalińskiego.
Według stanu z 1 lipca 1952 gmina składała się z 8 gromad: Bielawa, Franciszkowo, Kamień, Nowy Dwór, Prochy, Radawnica, Stare Dzierzążno i Stawnica. Gmina została zniesiona 29 września 1954 wraz z reformą wprowadzającą gromady w miejsce gmin.
Jednostkę reaktywowano 1 stycznia 1973 w tymże powiecie i województwie. Równocześnie przyłączono do niej pozbawiony praw miejskich Lędyczek.
1 czerwca 1975 gmina weszła w skład nowo utworzonego woj. pilskiego.
1 stycznia 1977 gmina została zniesiona, a jej obszar włączony do gmin:
- Lipka (obszar sołectwa Kiełpin),
- Okonek (obszar sołectwa Lędyczek),
- Złotów (obszary sołectw Bielawa, Franciszkowo, Kamień, Krzywa Wieś, Nowy Dwór, Radawnica i Stare Dzierżążno).